# Nagyolaszi (Szlovákia)
Nagyolaszi (szlovákul Vlachy) község Szlovákiában, a Zsolnai kerületben, a Liptószentmiklósi járásban. Kisolaszi, Körmös, Szokolcs és Verbó tartozik hozzá.

## Fekvése
Liptószentmiklóstól 12 km-re nyugatra, a Szentmáriai-víztározó nyugati partján fekszik.

## Története
A falut a francia-belga határról származó vallonok alapították a 12. század végén. 1262-ben IV. Béla adománylevelében említik először. Az alapítók egyike, Gallicus János később a környék földjeinek ura lett. A 13. századi forrásokban általában latinul és magyarul „villa Latina”, illetve „Olozi” alakban fordul elő. Később több nemesi család birtoka. 1421-ben „Olasy” néven említik. 1600-ban a Kubinyi kúrián kívül 7 adózó háztartása volt, lakói többségben zsellérek. 1715-ben 11, 1720-ban adóegységgel rendelkezett. 1784-ben 20 házában 202 lakos élt.
A 18. század végén Vályi András így ír róla: „Kis, és Nagy Olaszy. Két falu Liptó Várm. földes Ura Kis Olaszinak a’ Besztercze Bányai Káptalan, ’s fekszik Szent Máriához közel, mellynek filiája; Nagy Olaszinak pedig Kubinyi Urak, határbéli földgyeik közép termékenységűek, fájok tsekélyes, de más vagyonnyaik vannak.”
1828-ban 25 háza és 195 lakosa volt. Lakói mezőgazdasággal és tutajozással foglalkoztak.
Fényes Elek 1851-ben kiadott geográfiai szótárában így ír a faluról: „Nagy-Olaszi, Velke Olachy, tót falu, Liptó vármegyében, a Vágh bal partján: 12 kath., 179 ev., 4 zsidó lak. Itt legjobb rozs terem az egész megyében, földe egyébiránt is termékeny. F. u. Kubinyi család. Ut. p. Bertelenfalva.”
A trianoni diktátumig Liptó vármegye Németlipcsei járásához tartozott.
Az 1930-as években csatolták hozzá Körmöst.

### Szokolcs
Nagyolaszi területének délkeleti részét alkotja a víztározó partján.
Fényes Elek 1851-ben kiadott geográfiai szótárában így ír a faluról: „Szokolcz, tót falu, Liptó vmegyében, 68 kath., 419 evang. lak. Lakosai szálhajókkal, fával kereskednek; s jó szálhajósok. F. u. a kamara. Ut. p. Berthelenfalva.”
A trianoni diktátumig Liptó vármegye Németlipcsei járásához tartozott.
A falu lényegében elpusztult a víztározó 1972-ben történt feltöltésekor, csak a temető maradt meg belőle.

### Verbó
A 18. század végén Vályi András így ír róla: „VERBÓ. Vriba. Tót falu Liptó Várm. földes Ura Kubínyi Uraság, lakosai többfélék, fekszik Sz. Máriához nem meszsze, és annak filiája; határja jó termékenységű, legelője van, piatza Liptsén, és Rozembergán.”
Fényes Elek 1851-ben kiadott geográfiai szótárában így ír a faluról: „Verbó, (Veribe), Liptó vm. tót falu, 6 kath., 88 evang. lak. F. u. Kubinyi. Ut. p. Berthelenfalva.”
A trianoni diktátumig Liptó vármegye Németlipcsei járásához tartozott.
A falu úgyszintén 1972-ben, a víztározó feltöltésével szűnt meg létezni.

## Népessége
| Év:            | 1994. | 2004.   | 2014.   | 2024.    |
| -------------- | ----- | ------- | ------- | -------- |
| Emberek száma: | 607   | 630     | 584     | 645      |
| Eltérés:       |       | +3,78 % | -7,30 % | +10,44 % |

| Év:            | 2023. | 2024.   |
| -------------- | ----- | ------- |
| Emberek száma: | 643   | 645     |
| Eltérés:       |       | +0,31 % |

1910-ben 198, túlnyomórészt szlovák anyanyelvű lakosa volt.
2001-ben 633 lakosából 622 szlovák volt.
2011-ben 595 lakosából 578 szlovák volt.

## Neves személyek
- Szokolcson született 1933-ban Ján Starší világbajnok ezüstérmes csehszlovák válogatott szlovák jégkorongozó, edző, szövetségi kapitány.
- Szokolcson született 1940-ben Stanislav "Stan" Mikita, eredetileg Stanislav Guoth, szlovák származású kanadai jégkorongozó.

## Nevezetességei
- 16. századi reneszánsz eredetű, késő barokk stílusban átalakított kastélya van.
- A közeli víztározó.

## Külső hivatkozások
- Községinfó
- Nagyolaszi honlapja
- E-obce.sk Archiválva 2022. november 25-i dátummal a Wayback Machine-ben
- Nagyolaszi a térképen